# 100 Greatest Britons
 (décembre 2018).
100 Greatest Britons (Les 100 plus grands Britanniques de tous les temps) est une émission de télévision britannique. L'émission a été diffusée en 2002 par la BBC. Elle était présentée par Anne Robinson et Peter Snow (en) qui présentent également les soirées électorales et les émissions politiques. La BBC a utilisé certains moyens techniques propres aux élections pour donner en direct le résultat des votes, les pourcentages par région ou par sexe, ce qui conférait un certain sérieux à l’émission.
La chaîne Channel 4, concurrente de la BBC a organisé sur le même principe la liste des 100 Worst Britons We Love To Hate (les 100 pires Britanniques, que nous aimons détester), et seulement sept des nommés se retrouvaient aussi dans la liste des 100 Greatest Britons de la BBC.

## Classement
1. Charles Darwin
2. William Shakespeare
3. Winston Churchill
4. Isaac Newton
5. John Lennon
6. Lady Diana
7. Élisabeth Ire d'Angleterre
8. Horatio Nelson
9. Oliver Cromwell
10. Ernest Shackleton
11. James Cook
12. Robert Baden-Powell
13. Alfred le Grand
14. Arthur Wellesley de Wellington
15. Margaret Thatcher
16. Michael Crawford
17. Reine Victoria
18. Paul McCartney
19. Alexander Fleming
20. Alan Turing
21. Michael Faraday
22. Owain Glyndŵr
23. Élisabeth II
24. Stephen Hawking
25. William Tyndale
26. Emmeline Pankhurst
27. William Wilberforce
28. David Bowie
29. Guy Fawkes
30. Leonard Cheshire
31. Eric Morecambe
32. David Beckham
33. Thomas Paine
34. Boadicée
35. Steve Redgrave
36. Thomas More
37. William Blake
38. John Harrison
39. Henry VIII
40. Charles Dickens
41. Frank Whittle
42. John Peel
43. John Logie Baird
44. Aneurin Bevan
45. Boy George
46. Douglas Bader
47. William Wallace
48. Francis Drake
49. John Wesley
50. Roi Arthur
51. Florence Nightingale
52. T. E. Lawrence (Lawrence d'Arabie)
53. Robert Falcon Scott
54. Enoch Powell
55. Cliff Richard
56. Alexander Graham Bell
57. Freddie Mercury
58. Julie Andrews
59. Edward Elgar
60. Queen Elizabeth, the Queen Mother
61. George Harrison
62. David Attenborough
63. James Connolly
64. George Stephenson
65. Charlie Chaplin
66. Tony Blair
67. William Caxton
68. Bobby Moore
69. Jane Austen
70. William Booth
71. Henry V d'Angleterre
72. Aleister Crowley
73. Robert the Bruce
74. Bob Geldof
75. Soldat inconnu
76. Robbie Williams
77. Edward Jenner
78. David Lloyd George
79. Charles Babbage
80. Geoffrey Chaucer
81. Richard III
82. J. R. R. Tolkien
83. James Watt
84. Richard Branson
85. Bono
86. John Lydon
87. Bernard Montgomery
88. Donald Campbell
89. Henri II d'Angleterre
90. James Clerk Maxwell
91. J. K. Rowling
92. Walter Raleigh
93. Édouard Ier d'Angleterre
94. Barnes Wallis
95. Richard Burton
96. Tony Benn
97. David Livingstone
98. Tim Berners-Lee
99. Marie Stopes
100. Mr. Taupe

## Adaptation du concept dans d'autres pays

### Classement enAllemagne
1. Konrad Adenauer
2. Martin Luther
3. Karl Marx
4. Hans et Sophie Scholl
5. Willy Brandt
6. Johann Sebastian Bach
7. Johann Wolfgang von Goethe
8. Johannes Gutenberg
9. Otto von Bismarck
10. Albert Einstein

### Classement auCanada
1. Tommy Douglas
2. Terry Fox
3. Pierre Elliott Trudeau
4. Frederick Banting
5. David Suzuki
6. Lester B. Pearson
7. Don Cherry
8. John A. Macdonald
9. Alexander Graham Bell
10. Wayne Gretzky

### Classement auChili
1. Salvador Allende
2. Arturo Prat
3. Alberto Hurtado
4. Víctor Jara
5. Manuel Rodríguez Erdoíza
6. José Miguel Carrera
7. Lautaro
8. Gabriela Mistral
9. Pablo Neruda
10. Violeta Parra

### Classement enFrance
Le Plus Grand Français de tous les temps est l'émission de télévision française adapté de 100 Greatest Britons. Elle fut présentée en direct le 14 mars 2005 et le 4 avril 2005 sur France 2 dans l’hémicycle du Sénat français par Michel Drucker et Thierry Ardisson. Les dix premiers du classement sont les personnalités suivantes :
1. Charles de Gaulle
2. Louis Pasteur
3. Abbé Pierre
4. Marie Curie
5. Coluche
6. Victor Hugo
7. Bourvil
8. Molière
9. Jacques Cousteau
10. Édith Piaf

### Classement enFinlande
1. Carl Gustaf Emil Mannerheim
2. Risto Ryti
3. Urho Kekkonen
4. Adolf Ehrnrooth
5. Tarja Halonen
6. Arvo Ylppö
7. Mikael Agricola
8. Jean Sibelius
9. Aleksis Kivi
10. Elias Lönnrot

### Classement enItalie
1. Léonard de Vinci
2. Giuseppe Verdi
3. Galileo Galilei
4. Falcone e Borsellino
5. Totò
6. Laura Pausini
7. Anna Magnani
8. Luigi Pirandello
9. Enrico Fermi
10. Dante Alighieri
11. Caravaggio
12. Cristoforo Colombo
13. Giacomo Puccini

voir Il più grande italiano di tutti i tempi (en) ou Il più grande italiano di tutti i tempi (it).

### Classement auxPays-Bas
Le politicien assassiné Pim Fortuyn fut annoncé vainqueur dans l’émission en direct le 15 novembre 2004, deux semaines après la mort de Theo van Gogh à Amsterdam. Mais à la fin de l'émission tous les votes par téléphone n'avaient pu être comptabilisés, et il s'avéra que Guillaume d'Orange avait le plus de voix.
1. Guillaume d'Orange
2. Pim Fortuyn
3. Willem Drees
4. Antoni van Leeuwenhoek
5. Desiderius Erasmus
6. Johan Cruijff
7. Michiel de Ruyter
8. Anne Frank
9. Rembrandt van Rijn
10. Vincent van Gogh

voir De Grootste Nederlander (en) ou De grootste Nederlander (nl).

### Classement en Ukraine
En Ukraine, l'émission s'appelle Velyki ukrayinci (Великі українці), soit Les plus grands Ukrainiens. Le vote se déroule sur plusieurs jours, et l'émission finale, diffusée sur Inter, a eu lieu le 16 mai 2008. Le top 10 final est :
1. Iaroslav le Sage (40 % des votes)
2. Nikolaï Amossov (19,88 %)
3. Stepan Bandera (16 %)
4. Taras Chevtchenko (9,3 %)
5. Bohdan Khmelnytsky (4,02 %)
6. Valeri Lobanovski (3,18 %)
7. Viatcheslav Tchornovil (2,63 %)
8. Hryhori Skovoroda (1,73 %)
9. Lessia Oukraïnka (1,64 %)
10. Ivan Franko (1,49 %)

### Classement enRussie
1. Alexandre Nevski (529 575 votes)
2. Piotr Stolypine (523 766 votes)
3. Joseph Staline (519 071 votes)
4. Alexandre Pouchkine
5. Pierre Ier
6. Vladimir Lénine
7. Fiodor Dostoïevski
8. Alexandre Souvorov
9. Dmitri Mendeleïev
10. Ivan le Terrible
11. Catherine II
12. Alexandre II[1]

voir Name of Russia (en) ou Имя Россия (ru).